# Christian Coleman
Christian Coleman, född 6 mars 1996 i Atlanta i Georgia, är en amerikansk friidrottare som tävlar i kortdistanslöpning. 

## Karriär
Vid VM 2017 blev Coleman silvermedaljör på 100 meter och 4 × 100 meter. Vid VM 2019 tog Coleman guld på 100 meter med tiden 9,76.
I mars 2022 vid inomhus-VM i Belgrad tog silver på 60 meter efter att ha slutat endast tre tusendelar bakom guldmedaljören Marcell Jacobs.